# Julius Bernhard von Rohr
Julius Bernhard von Rohr (født 28. marts 1688 i Elsterwerda, død 18. april 1742 i Leipzig) var en sachsisk kameralist.

## Liv og virke
Han var søn af godsejer Julius Albert von Rohr og fru Christine, født von Rohr. Han voksede op på faderens gods Elsterwerda, kom i 1705 til Leipzig Universitet for at studere retsvidenskab. Der efter fulgte han også blandt andet naturvidenskabelige forelæsninger. Efter at i 1710 have afsluttet sine studier drog han på flere rejser til Hamborg og Frankfurt am Main. I 1712 vendte han tilbage til Leipzig for at fortsætte sine studier og forelagde en ny dissertation.
Efter hans faders pludselige død, viste det sig, at denne havde så stor gæld i forbindelse med familiegodset, at han nu var tvunget til at finde sig en egen levevej. Han begyndte at udgive en række skrifter. Som følge af anklager om at have skrevet et smædeskrift måtte han i 1713 forlade Kursachsen og midlertidigt flytte til Holland og Hannover. I 1714 vendte han tilbage og blev først bisidder ved stifts- og arvelandsregeringen i Merseburg, i 1726 blev han forflyttet til Niederlausitz, som dengang tilhørte hertugdømmet Sachsen-Merseburg. I 1731 blev han kammerråd hos hertugen af Sachsen-Merseburg og 1732 fik han en domherrestilling ved domkapitlet i Merseburg. I 1738 trak han sig tilbage.
Først kort før sin død blev han gift med Anna Rebekka Köhler med hvem han fik sønnen Julius Philipp von Rohr, der senere blev læge i Halle (Saale).
Foruden et kameralvidenskabeligt og naturvidenskabeligt forfatterskab blev han kendt for sine rejseførere for Over- og Underharzen.

## Forfatterskab
- De retractu gentilitio filiorum in fendis. Dissertation, 1710
- De jure prncipum circa augendas et conservandas subditorum opos. Dissertation, 1712
- Der Mathematischen Wissenschaft Beschaffenheit und Nutzen. 1713
- Unterricht von der Kunst, der Menschen Gemüther zu erforschen. 1713
- Compendieuse Haushaltungs-Bibliothek. 1716 (Ausgabe 1726: Digitaliseret)
- Einleitung zur Staatsklugheit. 1718, (Digitaliseret)
- Nöthiger und nützlicher Vorrath Von allerhand auserlesenen Contracten, Verträgen, Recessen, Bestallungen, ... und andern dergleichen Concepten, Die sowol bey der Hauß-Wirthschafft Ueberhaupt Als insonderheit bey dem Acker-Bau, der Vieh-Zucht, Jagd- und Forst-Sachen, Wasser und Fischereyen, Bierbrauen, Weinbau, Bergwercken ... vorzufallen pflegen ... Nach der Ordnung des vollständigen Haußhaltungs-Rechts. Leipzig 1719, (Digitaliseret)
- Obersächsisches Hauswirtschaftsbuch. 1722
- Physikalische Bibliothek. 1724
- Einleitung zur Ceremoniel-Wissenschafft der Privat-Personen. Berlin 1728, (Ausgabe: 1733, Digitaliseret)
- Haushaltungsrecht. 1732
- Einleitung zur Ceremoniel-Wissenschafft der großen Herrn. Berlin 1733
- Geographische und Historische Merckwürdigkeiten des Vor- oder Unter-Hartzes : Welche von denen Fürstenthümern Blanckenburg und Hartzgerode, dem Stifft Quedlinburg, den Grafschafften Manßfeld, Stollberg und deren Städten, Flecken, Schlössern, ehemahligen Clöstern, alten Ruderibus, Bergwercken, notablen Bergen, Flüssen, Seen auch andern Naturalibus, sowohl in Ansehung derer ehemahligen als itzigen Zeiten mancherley besonders in sich fassen ; Meistentheils durch genaue Bemerckung dessen, was man selbst in Augenschein genommen, ausgearbeitet. Frankfurt 1736 (2. Auflage 1748)
- Juristischer Tractat von dem Betrug bei den Heyrathen, 1736 , (Digitaliseret)
- Geographische und Historische Merckwürdigkeiten des Ober-Hartzes : Welche von denen In dem Fürstenthum Grubenhagen gelegenen Oertern des Ober-Hartzes, den Graffschafften Hohenstein und Stolberg, der Reichs-Stadt Goßlar, wie auch einigen angrentzenden Gegenden und deren Städten, Flecken, Schlössern, ehemaligen Clöstern, alten verfallenen Gebäuden, Bergwercken, besondern Bergen, Höhlen, Flüssen, Seen, Gesund-Brunnen auch andern Naturalien, Ingleichen von denen in dem Hartze bey den Bergbau und Ertzen vorkommenden Machinen, Mühlen und Oefen, wie auch dem Müntzwesen mancherley besonders in sich fassen ; Meistentheils durch genaue Bemerckung dessen, was man selbst in Augenschein genommen, ausgearbeitet. Frankfurt und Leipzig 1739

- Julius Bernhard von Rohr
- Amtsstue som Illustration til Rohrs retsrådgiver Nöthiger und nützlicher Vorrath, 1719